# حصن سوتر

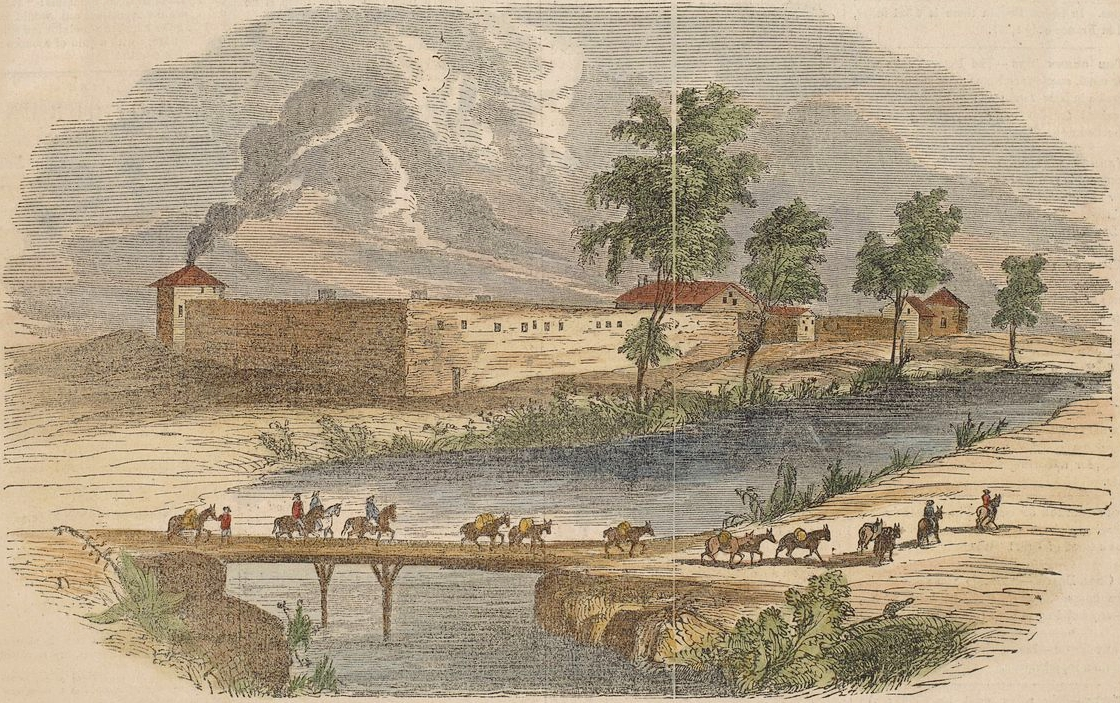
رسم توضيحي معاصر لقلعة سوتر في أربعينيات القرن التاسع عشر

حصن سوتر أو قلعة سوتر هي مستعمرة زراعية وتجارية من القرن التاسع عشر في مقاطعة ألتا كاليفورنيا المكسيكية. تم إنشاء موقع الحصن في عام 1839 وكان يسمى في الأصل نيو هيلفيتيا (بالعربيّة: سويسرا الجديدة) من قبل بانيها جون سوتر، على الرغم من أن بناء الحصن المناسب لن يبدأ حتى عام 1841، فقد كان الحصن أول مجتمع غير أصلي في سنترال فالي] (وادي كاليفورنيا المركزي). تشتهر القلعة بارتباطها بحزب دونر وحمى الذهب في كاليفورنيا وتشكيل مدينة ساكرامنتو المحيطة بالقلعة، كما تشتهرُ بقربها من نهاية طريق كاليفورنيا وتريلز سيسكيو، والتي كانت بمثابة محطة طريق.
بعد اكتشاف الذهب في مطحنة سوتر (المملوكة أيضًا لجون سوتر) في كولوما في 24 كانون الثاني/يناير 1848، تم التخلي عن الحصن. تمت استعادة هيكل الطوب إلى حالته الأصلية وتديره الآن إدارة الحدائق والترفيه في كاليفورنيا. صُنّف هذا الحصن أو الموقع كمعلم تاريخي وطني في عام 1961.

## الوصف
المبنى الرئيسي للحصن عبارة عن مبنى من طابقين من الطوب اللبن تم بناؤه بين عامي 1841 و1843. هذا المبنى هو الهيكل الأصلي الوحيد الباقي في حديقة فورت ستيت التاريخية (بالإنجليزية: Sutter's Fort State Historic Park)‏ التي أعيد بناؤها، فبحلول 28 كانون الثاني/يناير 1848، التقى جيمس مارشال بشكل خاص مع سوتر ليُظهر لسوتر الذهب الذي وجده مارشال أثناء بناء منشرة سوتر على طول النهر الأمريكي قبل أربعة أيام فقط. بنى سوتر الحصن الأصلي بجدران 2.5 قدم (0.76 م) بسماكة 15 إلى 18 قدم (5.5 م) من حيثُ العلو. استقرَّ الرواد في حصن سوتر حوالي عام 1841. بعد حمى ذهب كاليفورنيا، كان الحصن مهجورًا إلى حد كبير في خمسينيات القرن التاسع عشر وأصبحَ في حالة سيئة.
في عام 1891، قام أبناء الغرب الأصليين، الذين سعوا لحماية العديد من المعالم البارزة في أيام ريادة كاليفورنيا، بشراء وإعادة تأهيل قلعة سوتر عندما سعت مدينة سكرامنتو إلى هدمها. اكتملت جهود الإصلاح في عام 1893 وتم تسليم الحصن من قبل أبناء الغرب الأصليين الأصليين إلى ولاية كاليفورنيا. في عام 1947، تم نقل الحصن إلى سلطة حدائق ولاية كاليفورنيا.

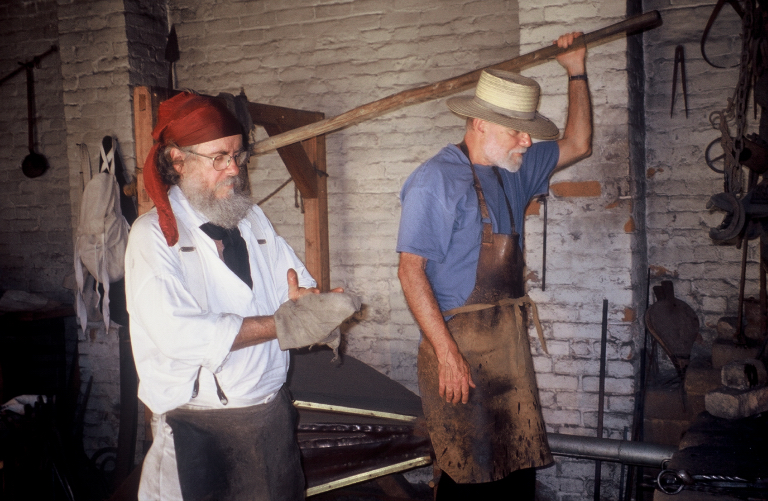
صنع المسامير في قلعة سوتر، ساكرامنتو

بُني معظم هياكل الأحياء الأصلية في البداية في أواخر الثلاثينيات كمساكن، تم تحويل العديد منها إلى استخدامات تجارية مثل الممارسات الطبية الخاصة. تاريخ الحي سكني إلى حد كبير.

## البناء
هبطَ الحزب الذي يقوده جون سوتر على ضفة النهر الأمريكي في أغسطس 1839. ضمَّت المجموعة ثلاثة أوروبيين وصبي أمريكي أصلي، ربما للعمل كمترجم فوري. كان معظم أعضاء المستعمرة الأوائل من سكان هاواي الأصليين. كان سوتر قد أبرم عقدًا مع حاكم هاواي لتوظيف ثمانية رجال وامرأتين لمدة ثلاث سنوات. بمجرد إعداد المعسكر الأول، رتب سوتر لأفراد ميوك ونيسنان المحليين لبناء المبنى الأول، وهو مبني من الطوب من ثلاث غرف.

## الجغرافيا والهيدرولوجيا

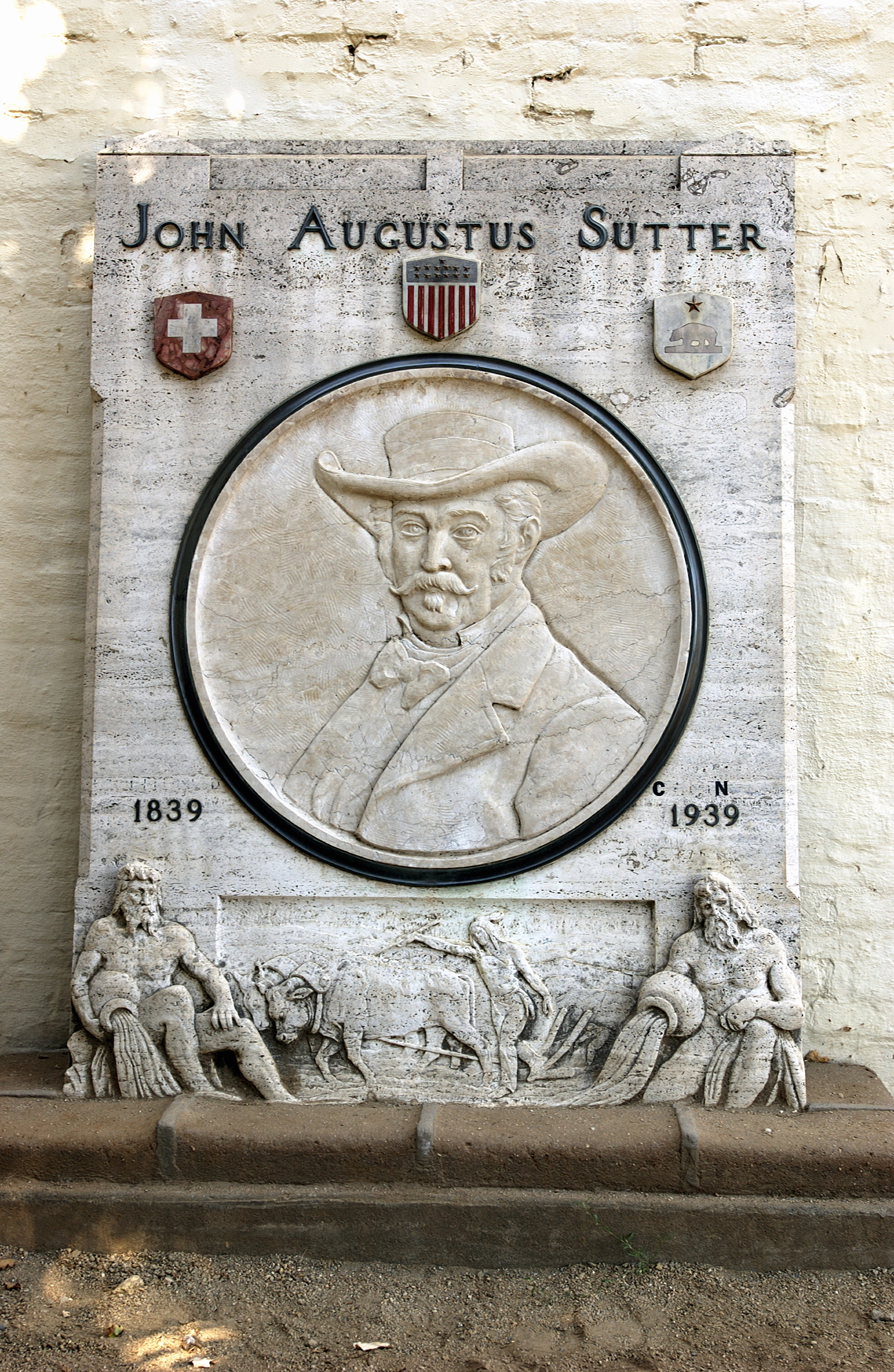
لوحة لجون سوتر في حصن سوتر

يَقعُ حصن سوتر على أرض مستوية على ارتفاع 20 قدم (6.1 م) فوق متوسط مسند البحر. ينخفض ارتفاع المنحدر شمالًا نحو النهر الأمريكي وغربًا نحو نهر سكرامنتو. يزداد ارتفاع المنحدر تدريجياً باتجاه الجنوب والشرق بعيداً عن الأنهار. يتدفق كل الصرف السطحي نحو نهر ساكرامنتو. تتدفق المياه الجوفية في المنطقة المجاورة من الجنوب إلى الجنوب الغربي باتجاه دلتا ساكرامنتو. ومع ذلك، بعد ذروة هطول الأمطار، يتضخم نهر سكرامنتو ويمكن أن ينعكس تدفق المياه الجوفية بعيدًا عن النهر.

## روابط خارجية
- جون بيدويل (مجموعة فورت بايونير سوتر)، 1841-1902. دليل المجموعة، مكتبة ولاية كاليفورنيا، غرفة تاريخ كاليفورنيا.
- الموقع الرسمي لحديقة فورت ستيت التاريخية الرسمي
- موقع ويب افتراضي للحصن أو القلعَة
- تاريخ الهنود الأمريكيين في كاليفورنيا: حصن سوتر
- مكتبة الكونجرس، ذاكرة الأمريكتين